# Chapelle Notre-Dame de Biévène
Pour les articles homonymes, voir Chapelle Notre-Dame.

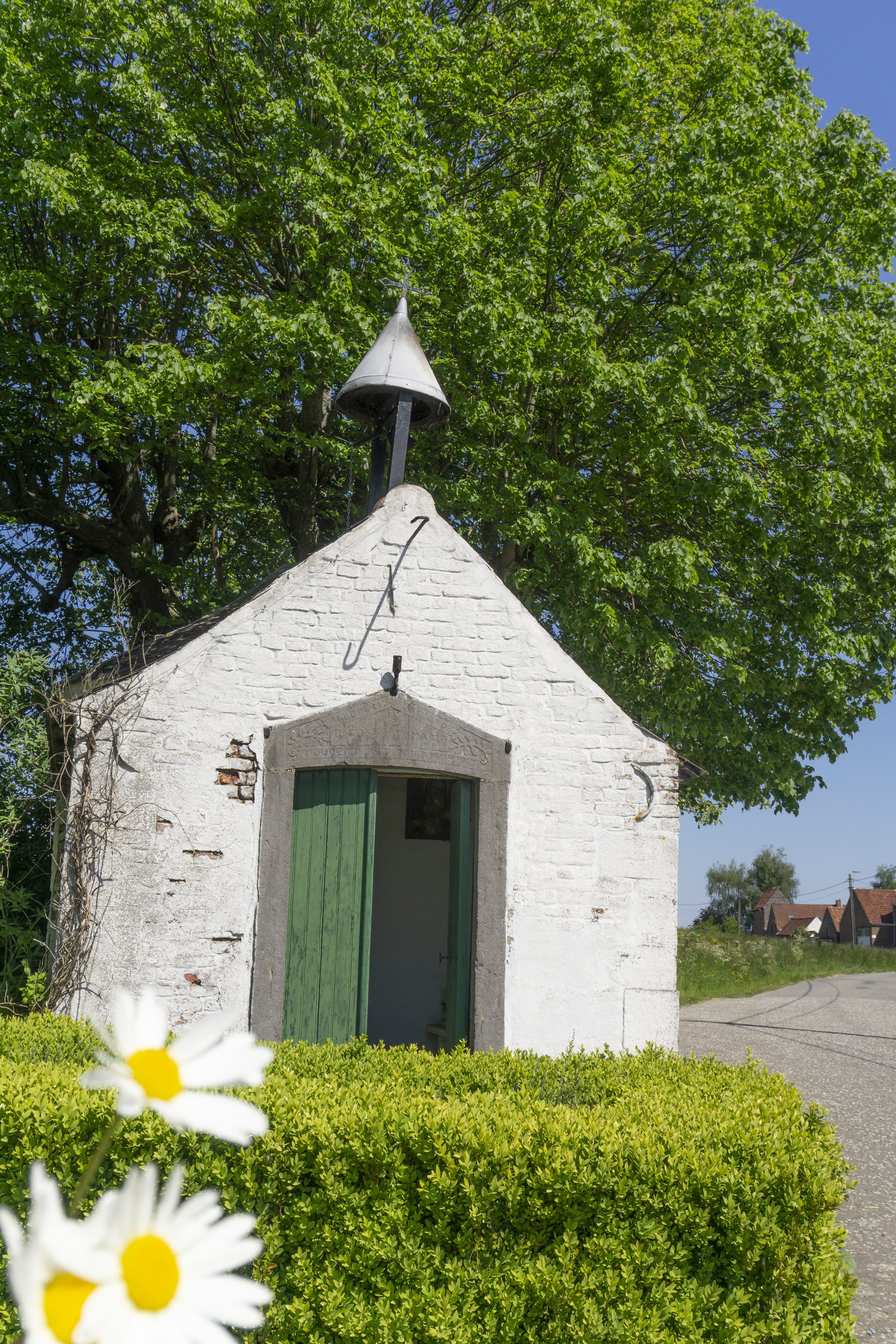

Cette chapelle Notre-Dame est une chapelle de chambre de 1724, située au coin formé par la rue Kamme avec elle-même, à Biévène, en Belgique. La chapelle est protégée en tant que monument depuis 2009.

## Histoire
La chapelle actuelle a été construite en 1724 pour remplacer la chapelle du chœur de l'église Saint-Martin, détruite en 1667, qui servait également de chapelle funéraire. Cette petite chapelle de hameau est une référence explicite à la famille noble de Massiet, seigneurs locaux du village de 1620 à 1734.
Sa construction a été attribuée à tort à Philippe-François-Joseph de Massiet. Ce dernier étant décédé en 1724, il lui était impossible d'avoir construit lui-même cette chapelle. Il peut avoir fait ses dernières volontés sur son lit de mort ou par testament. Nous nous permettons donc, avec Dominique Delvin, de penser que la chapelle de la rue Kamme a été construite par le dernier membre de la famille Dieudonné de Massiet. Il fut le dernier de Massiet à habiter Biévène et y mourut le 4 août 1734.

## Architecture
Construite en 1724, la chapelle est une petite chapelle octogonale en brique sous un toit pyramidal. Dans la première moitié du XIXe siècle, il a été agrandi avec un bâtiment avant rectangulaire. La chapelle a une construction inhabituelle et est considérée comme une illustration remarquable d'une chapelle de hameau du début du classicisme.

### Intérieur
Sur le seuil supérieur de la porte d'entrée se trouve l'image de Marie avec un enfant Jésus debout, avec le texte suivant gravé dans la pierre : "Jésus-Maria, Mère des Bermhertigheyt, Mère de Miséricorde".
Dans une alcôve en pierre du chœur se dresse l'une des Bienheureuses Vierge Marie, vêtue et couronnée, avec l'Enfant Jésus, également couronné, sur son bras gauche.
Au-dessus de la niche, on voit une pierre en forme de losange avec deux blasons, juxtaposés, recouverts d'un casque couronné. Les blasons sont sans émail et représentent les armes de Philippe-François-Joseph de Massiet et de son épouse.
Juste au-dessus de la cloison barrée se trouve une pierre carrée (appelée bas-relief). Il représente un gentleman, représenté en position assise, les bras croisés. Il y a un texte à côté : A IJ 1139. De plus, 1725 (l'année de l'initiation). L'explication de l'image en relief diffère grandement selon la source. On pense que ce bas-relief provient de l'ancienne chapelle, première grande chapelle de la famille De Massiet. De cette hypothèse, l'image est celle de l'Héren de Massiet, alors que d'autres sources voient ici une représentation d'un "Bon-Dieu-de-Pitié".

### Alentours
Le chœur se dresse à l'ombre d'un ancien tilleul, symbole de force, de gloire et de justice et est lié à la fois au symbolisme de Notre-Dame et à la tradition du pèlerinage. Une croix, datée de 1752, pendait autrefois au tilleul, un tilleul d'hiver (Tilia cordata), de la rue Kamme.Cette croix a disparu et n'a jamais été retrouvée. Cet arbre a été classé au patrimoine ligneux en 2010.

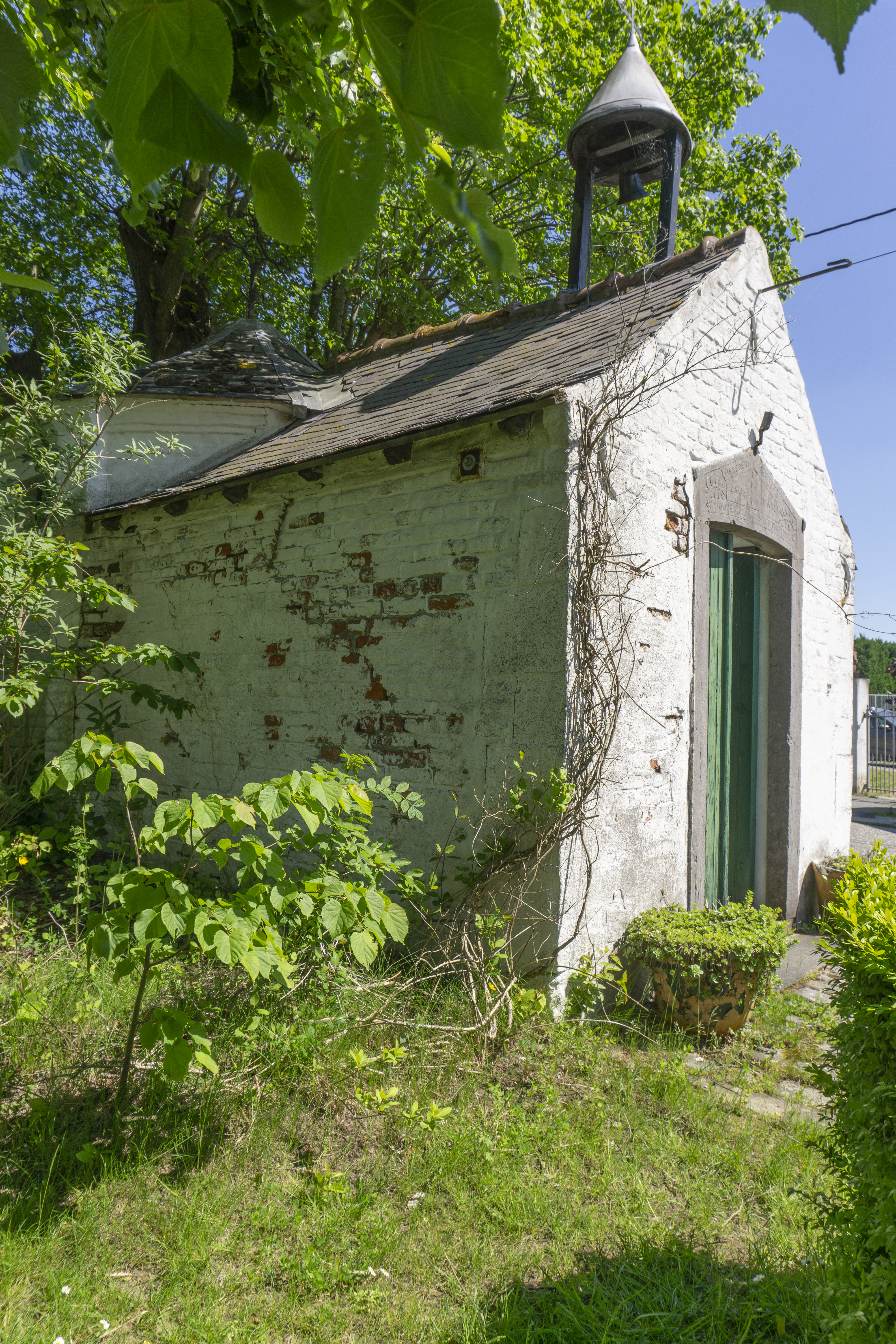
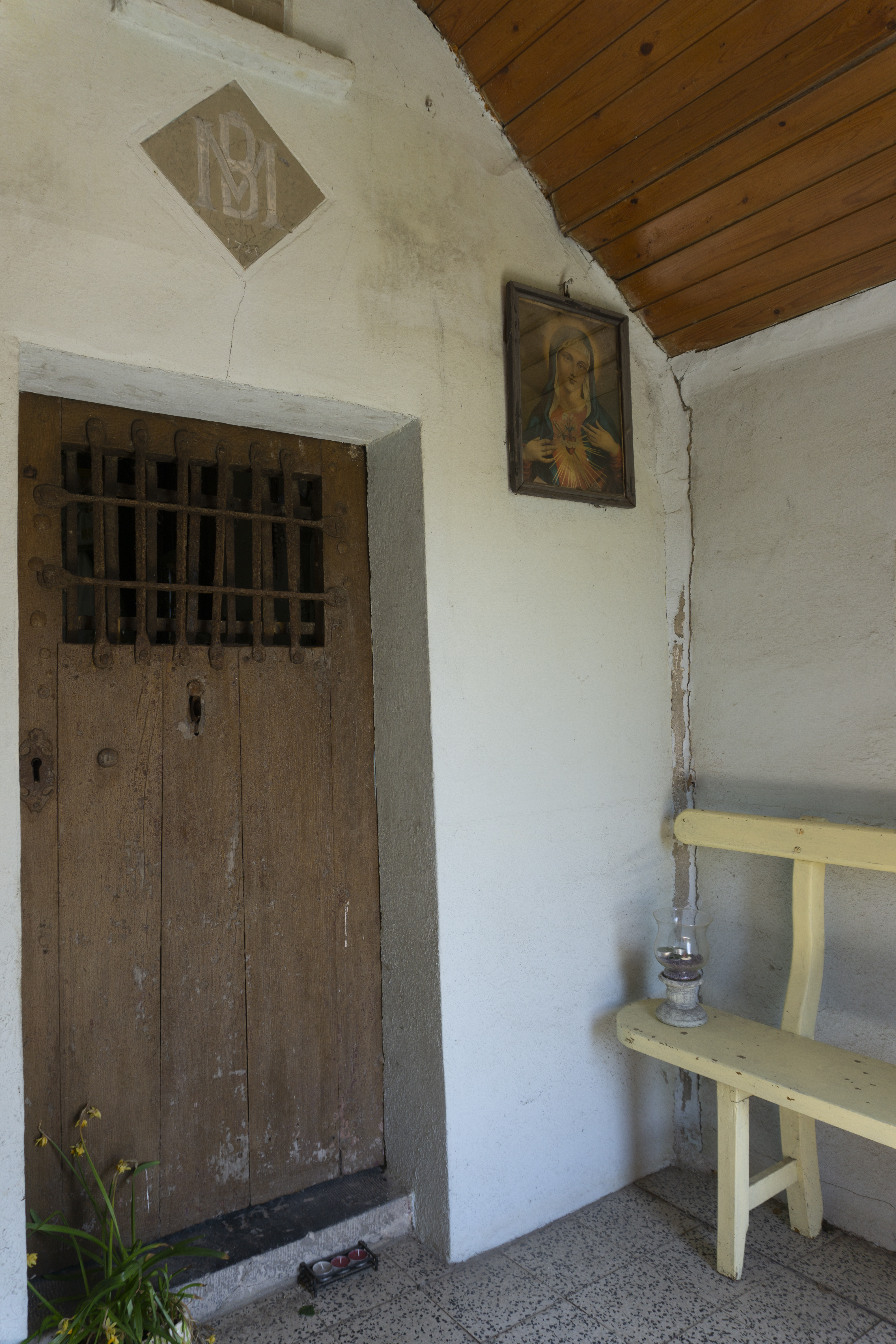
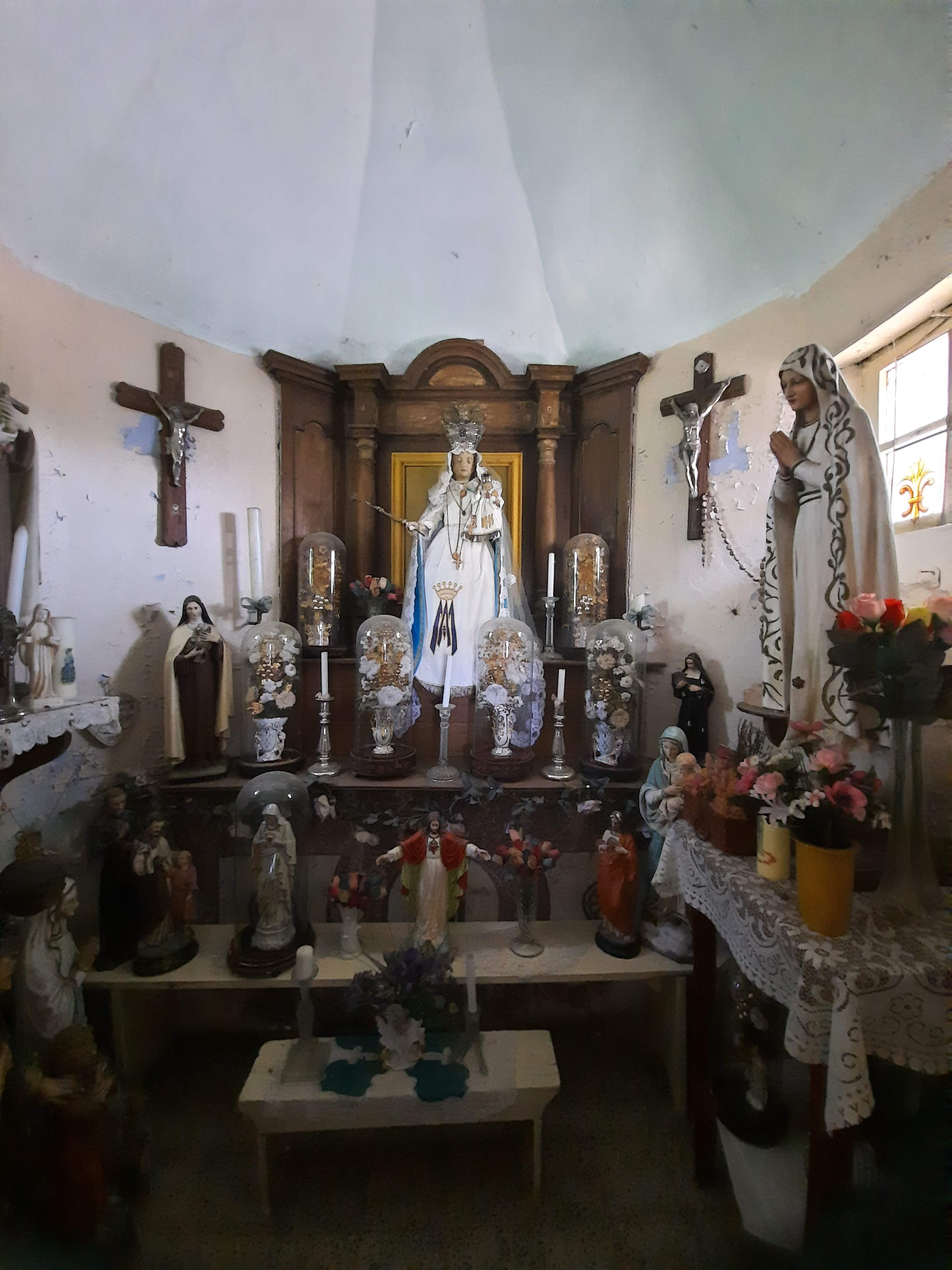
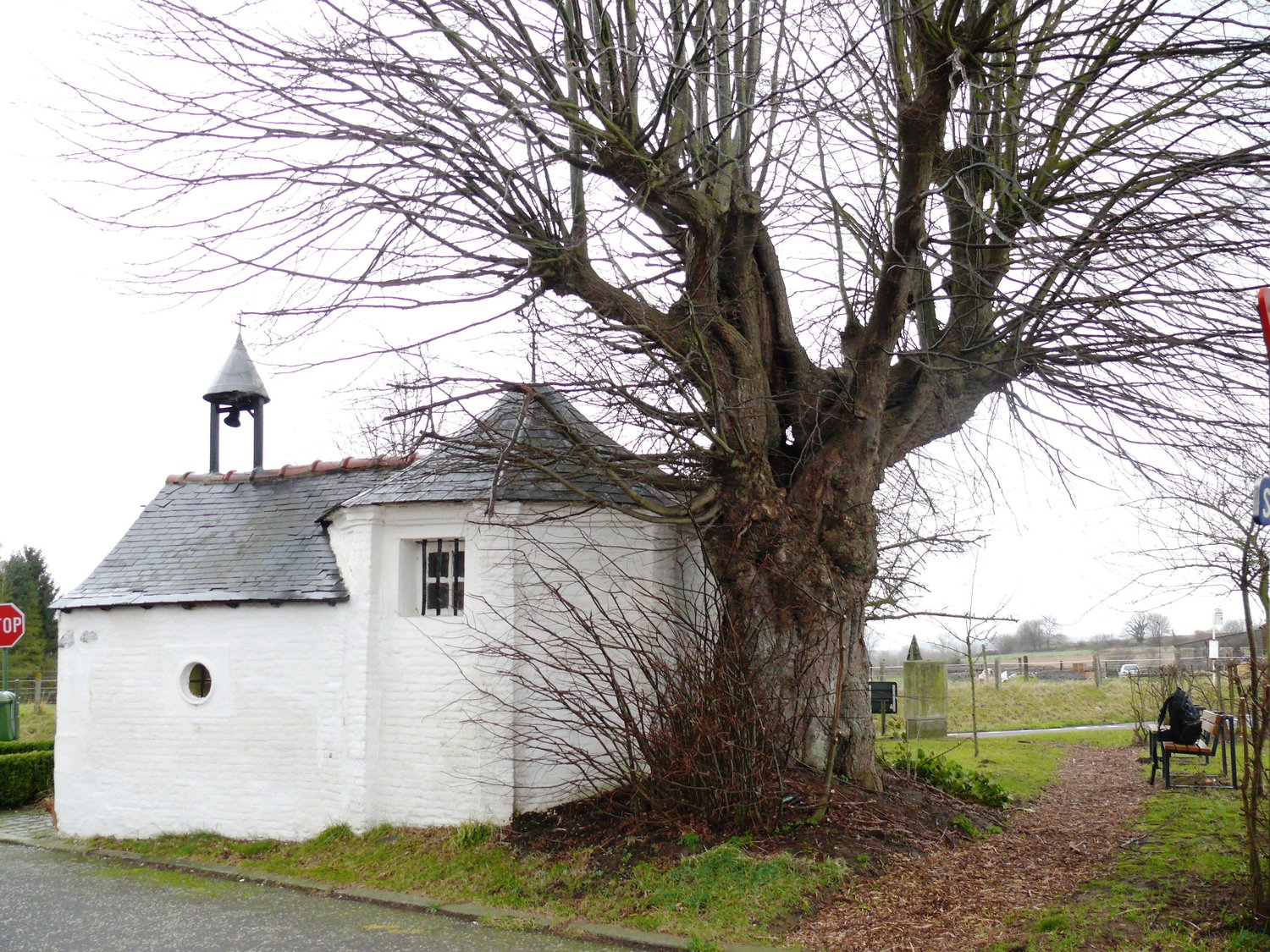
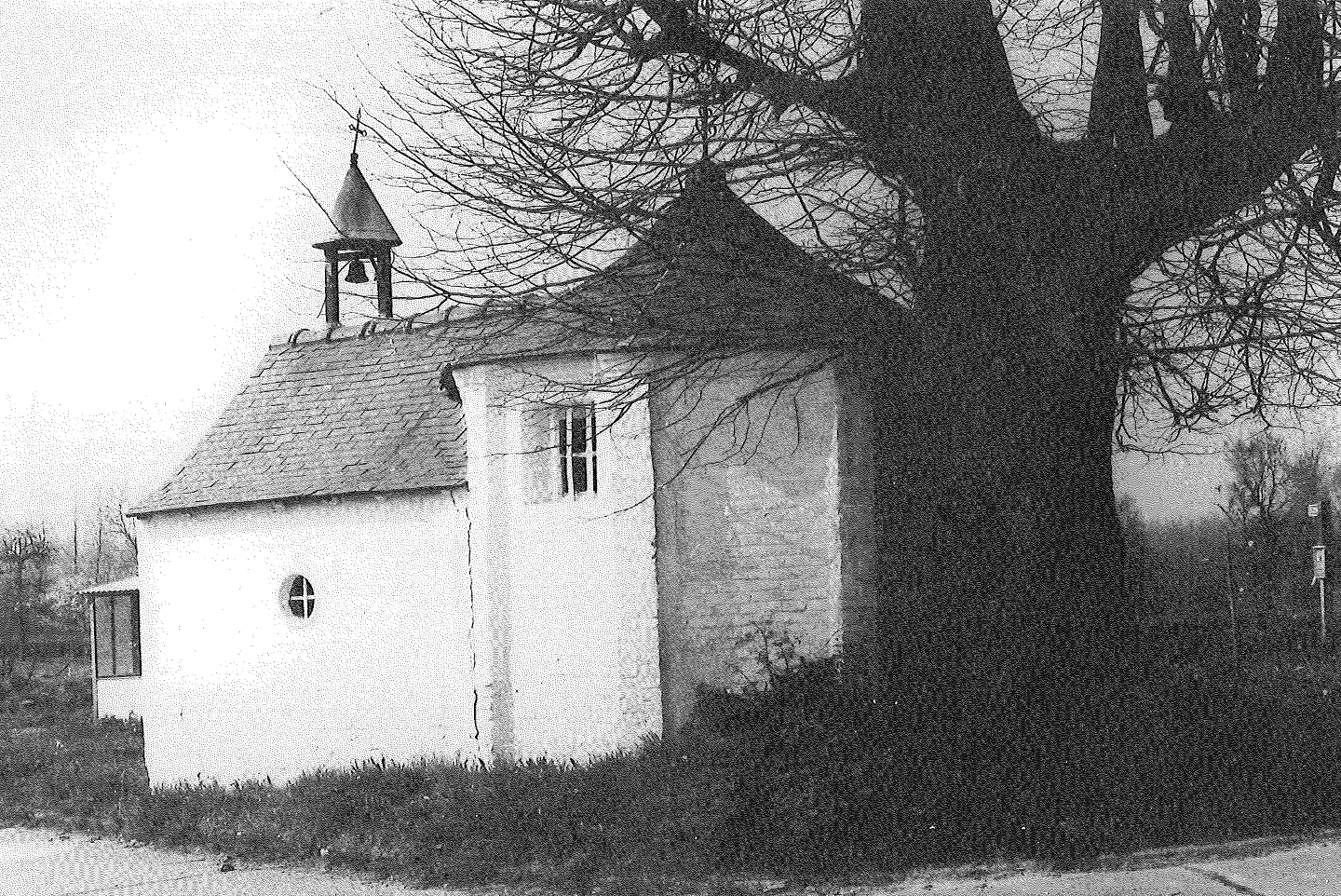
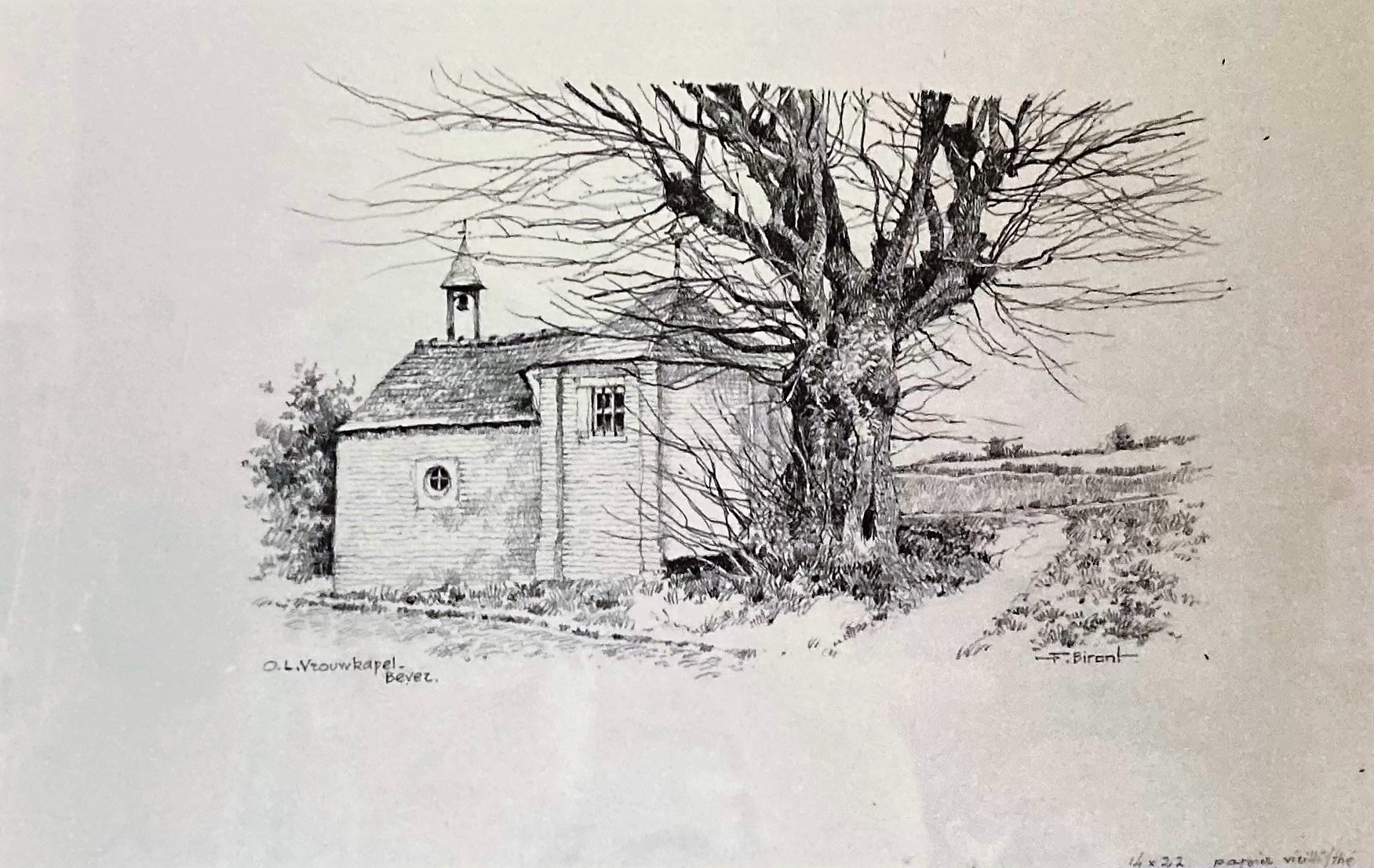
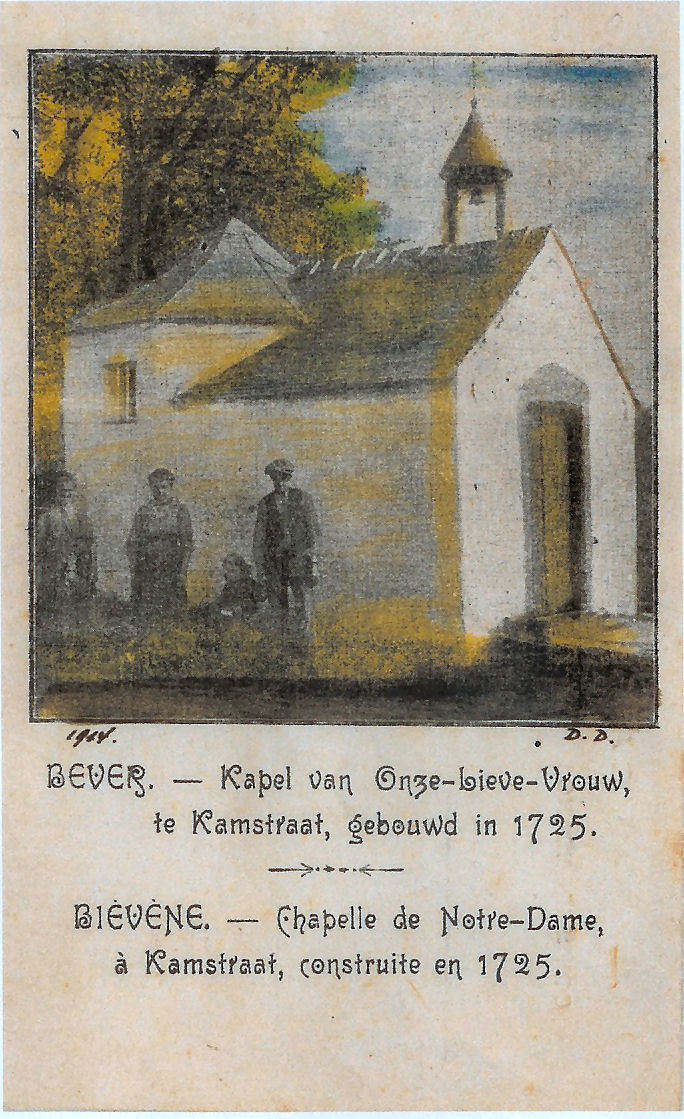
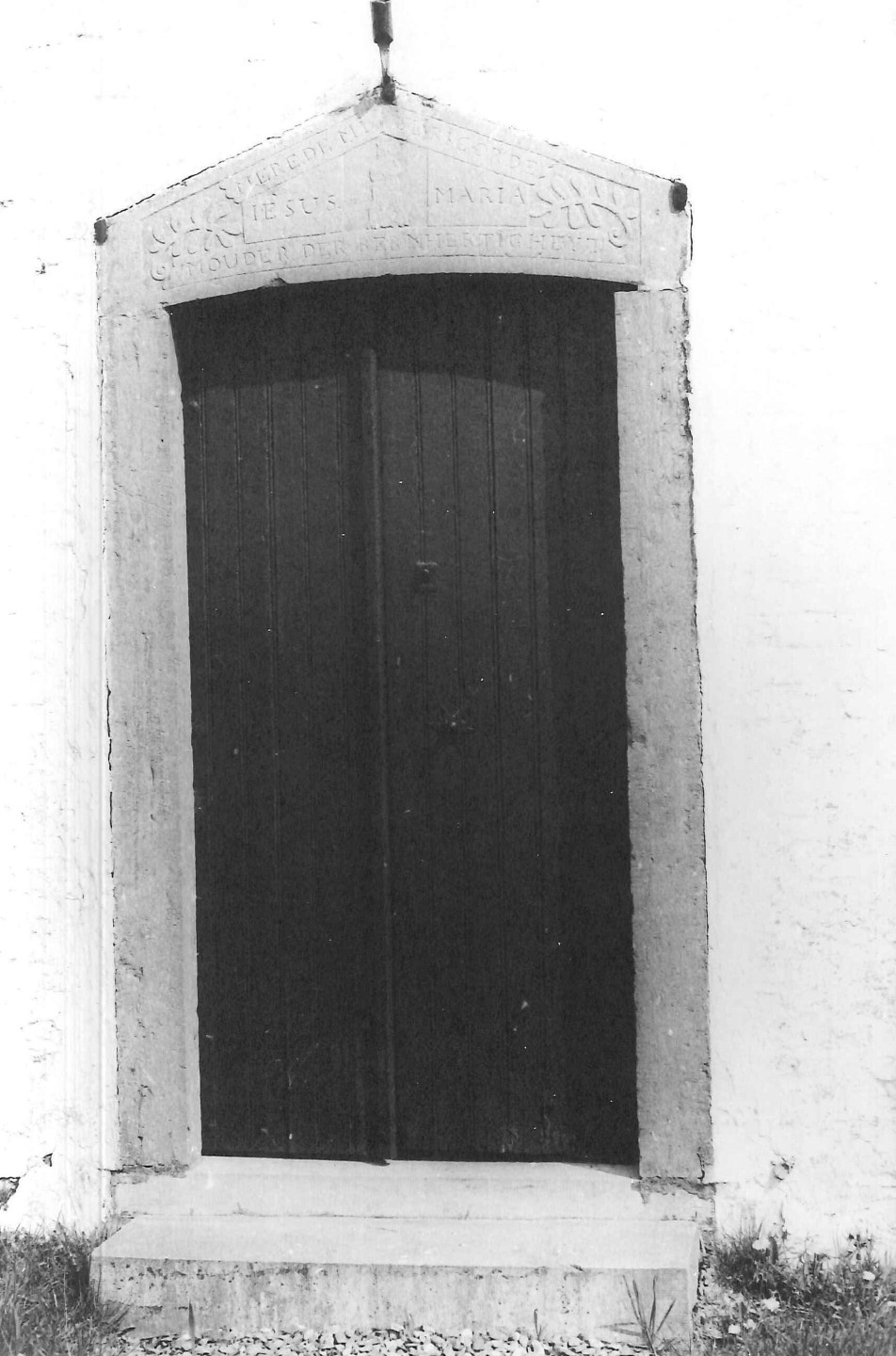
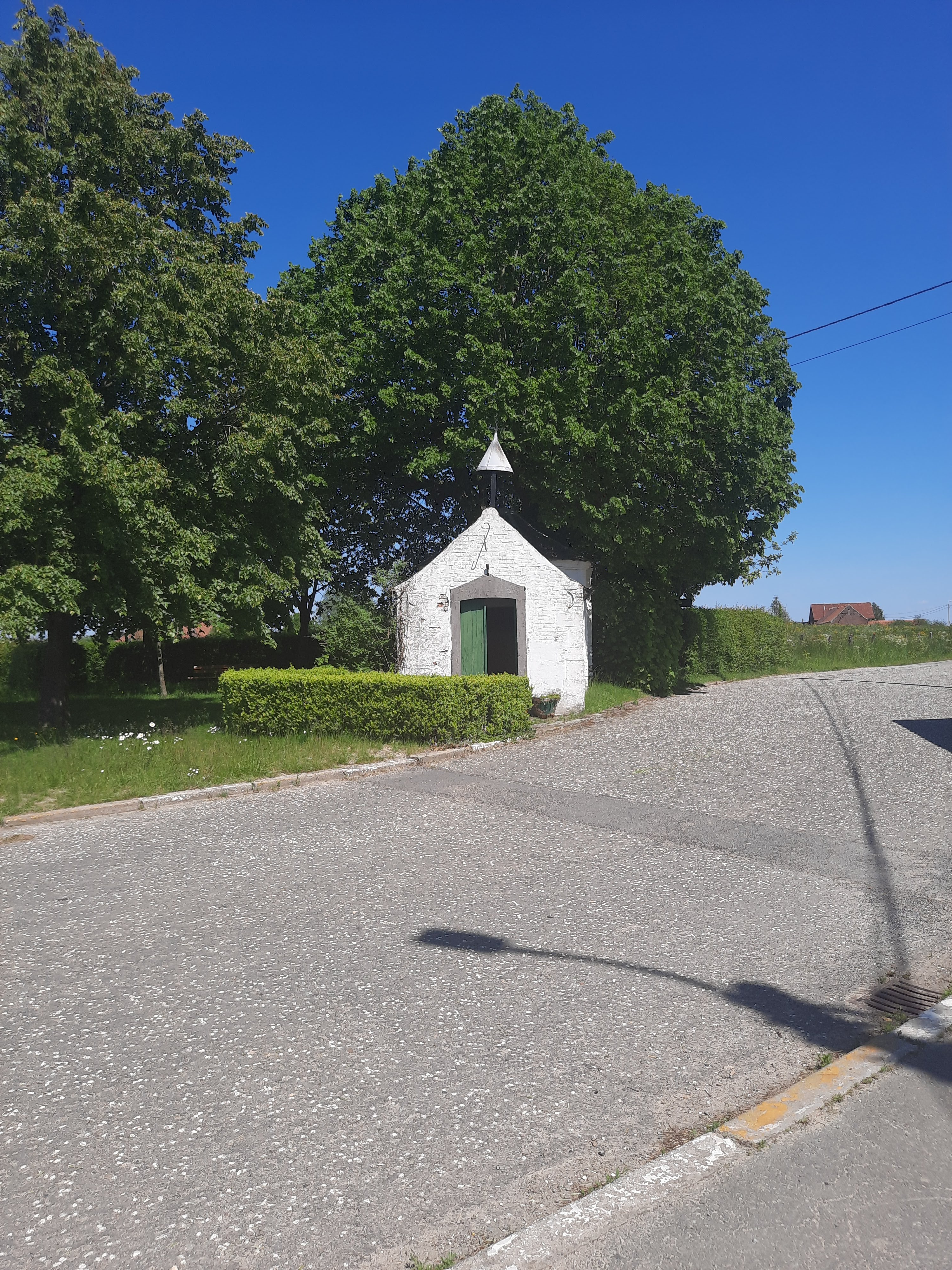
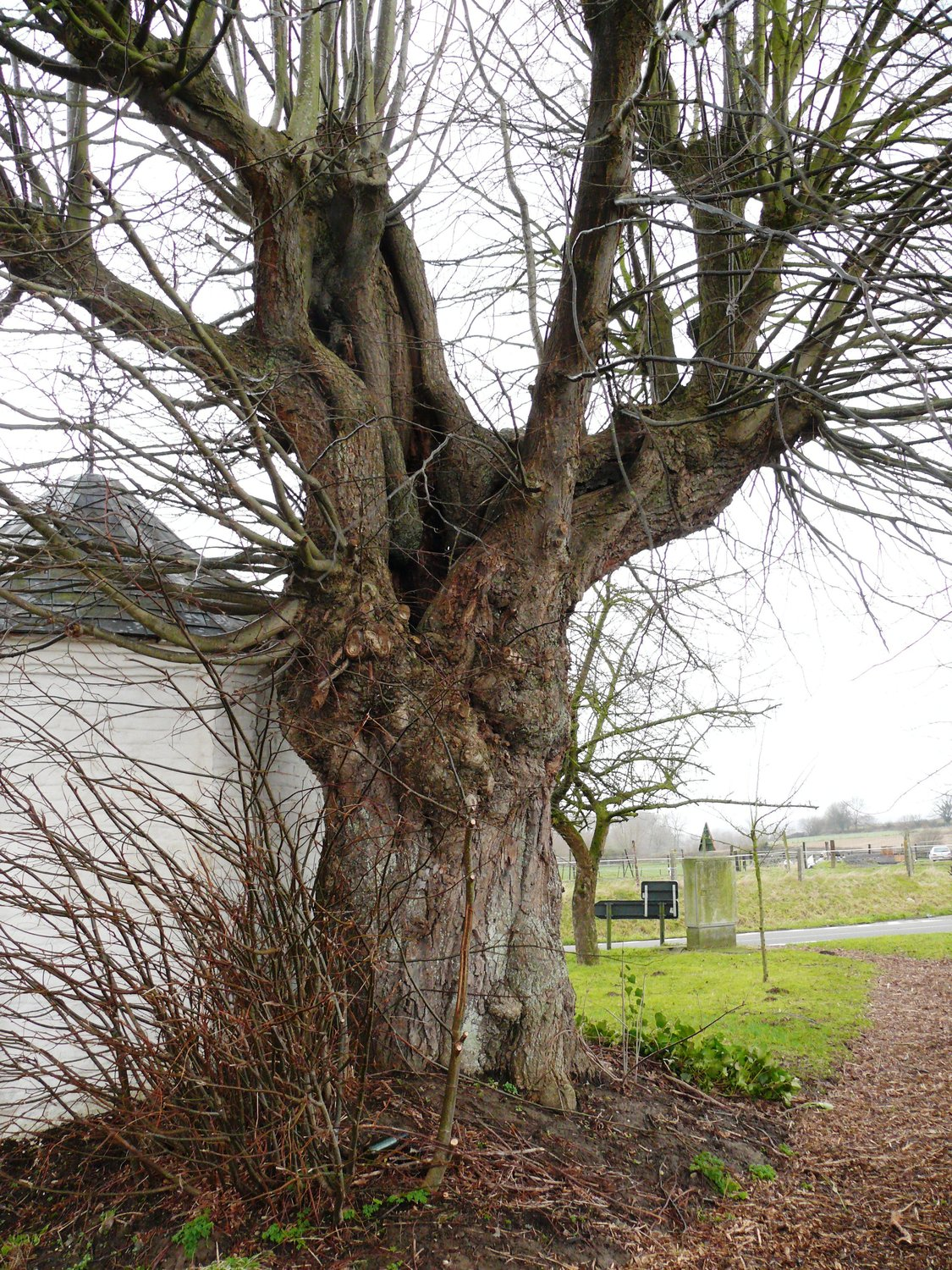

## Patronage
La chapelle est dédiée à Notre-Dame,.